# Европейская улица (Одесса)
Европейская улица — одна из главных улиц Одессы, расположена в центральном районе города, начинается от Европейской площади и проходит до улицы Новощепной ряд.

## История
Первоначальное название улицы — Генуэзская. С 1820 года — Екатерининская, по площади, от которой улица начинается. 
В здании ассигнационного банка располагался Пансион и Благородный Воспитательный институт, на базе которого в 1817 году был организован Ришельевский лицей.
С установлением Советской власти в 1920 году переименована в улицу Карла Маркса.
Название Екатерининская было возвращено 20 сентября 1991 года. С 2024 года — Европейская.

## Достопримечательности
д. 1 — бывший дом Брандта и Шульца (1901—1903, арх. В. М. Кабиольский, южная часть (бывший № 3) 1835, арх. Г. И. Торичелли)
д. 4 — доходный дом Росси (1843, флигель арх. Ф. О. Моранди, Ф. В. Гонсиоровский, 1870-е)
д. 12 — бывший дом Скаржинской (кафе «Робина»)
д. 15 — бывший доходный дом полковника Григорьева (кафе «Fanconi»)
д. 33 — Собор Успения Пресвятой Девы Марии (1847—1853, архитектор Франческо Моранди, при участии Феликса Гонсиоровского)
д. 55 — Свято-Троицкий (греческий) собор

## Известные жители
д. 59 — поэт Эдуард Багрицкий
д. 85 — композитор Модест Табачников